# Träffningen vid Peltokorpi
Träffningen vid Peltokorpi var en mindre träffning under finska kriget 1808–1809. Träffningen stod mellan svenska och ryska styrkor den 13 maj 1808 vid Peltokorpi.

## Bakgrund
Under mitten av våren 1808 minskade aktiviteten i nordvästra Finland mellan de svenska och ryska styrkorna, och endast mindre krigsföretag förekom. Ett av dessa krigsföretag var en svensk rekognosering över Kelviå å med avsikten att undersöka därvarande fientliga ställningar. Expeditionen, under befäl av Arvid Adolf Spåre, avgick från Himango och kunde obemärkt korsa Kelviå å.

## Träffningen
Vid orten Peltokorpi fann Spåre en rysk styrka om 125 man. Dessa var delade i tre avdelningar; en 90 man stark huvudavdelning, en 30 man stark bevakningsavdelning samt 4 husarer och en underofficer utsända för att spana. Spåre anföll först husarerna och tillgångatog underofficeren. Därefter förde han sin styrka runt den ryska bevakningsavdelningen och anföll huvudavdelningen, vilken retirerade efter en kort strid med flera döda och sårade. Till sist återvände han till bevakningsavdelningen, besegrade den och tog sex man till fånga. Avdelningen återvände två dagar senare till Himango utan förlust. För sina aktioner vid Peltokorpi befordrades Spåre till officer.